# Novohrad

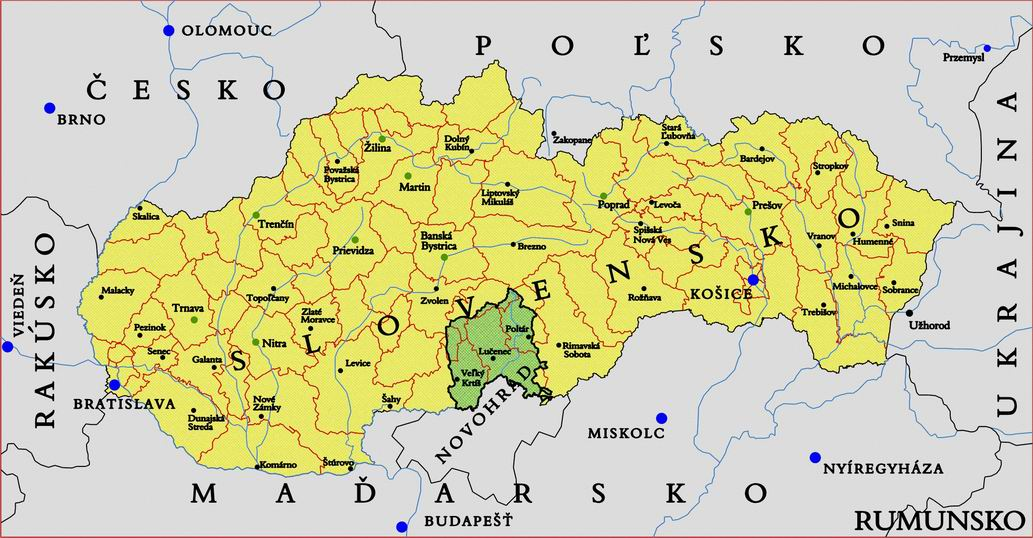
Region Novohrad na mapie Słowacji; zaznaczono też granice historycznego komitatu Nógrád

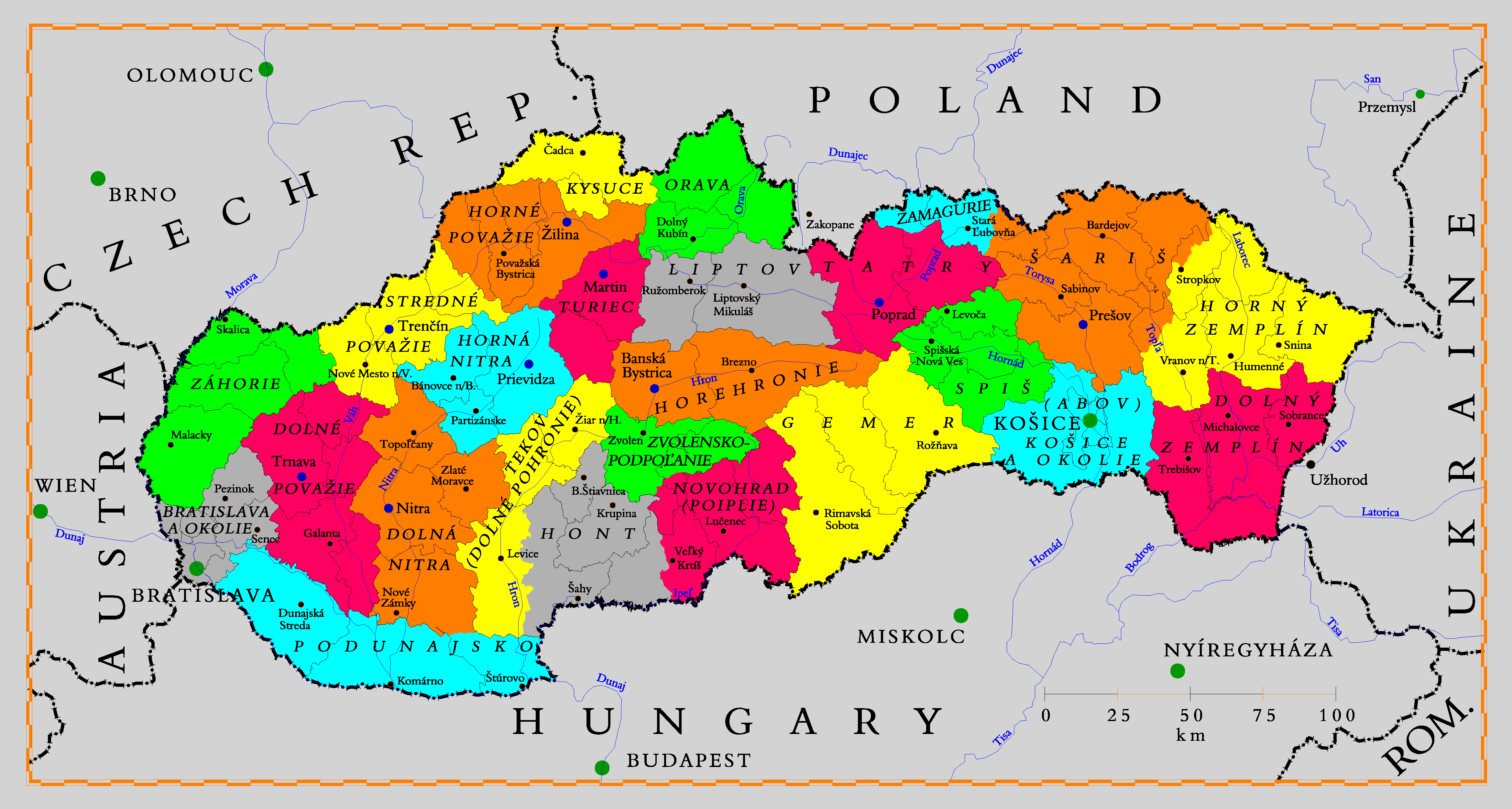
Novohrad (zaznaczony na ciemnoczerwono) wśród innych regionów turystycznych

Novohrad (węg. Nógrád, niem. Neograd, Neuburg, pol. Nowograd) – jeden z regionów Słowacji, czasem określany jako część regionu Poiplie. Obecnie nie tworzy on samodzielnej jednostki turystycznej, a nazwy używa się nieoficjalnie m.in. dla celów promocyjnych lub turystycznych.
Granice Novohradu pokrywają się z granicami dawnego węgierskiego komitatu Nógrád (węg. Nógrád vármegye), którego mniejsza część znalazła się po I wojnie światowej na terenie dzisiejszej Słowacji. Głównymi miastami regionu są Łuczeniec oraz Veľký Krtíš.
W granicach Novohradu położony jest cały powiat Łuczeniec, 2/3 powiatu Poltár, wschodnia część powiatu Veľký Krtíš, południowe części powiatów Zwoleń i Detva oraz niewielkie fragmenty powiatu Rimavská Sobota.
Novohrad należy do jednych z najbiedniejszych regionów kraju z bezrobociem sięgającym 30%. W południowej części regionu mieszka też liczna mniejszość węgierska.

## Atrakcje turystyczne
Novohradzie znajdują się liczne ruiny zamków – m.in. w miejscowościach Fiľakovo, Halič, Čabradský Vrbovok, Vígľaš, Podzámčok oraz Šomoška (ten ostatni na granicy słowacko-węgierskiej). We wsi Bzovík znajdują się pozostałości cysterskiego klasztoru, przebudowanego później na twierdzę. Przetrwało też sporo starych kościołów z cennymi malowidłami.
W Łuczeńcu obejrzeć można monumentalną synagogę, w Modrým Kameňu zespół zamkowy, a w Krupinie romańską bazylikę z XIII wieku.
W górach Pol'any i Rudaw można uprawiać turystykę górską, choć są one słabe zagospodarowane.